# Catch Bull at Four
Catch Bull at Four ist das sechste Studioalbum des Sängers und Songwriters Cat Stevens und erschien 1972.

## Geschichte
Das sechste Album von Cat Stevens (heute Yusuf) erschien im September 1972. Das Album führte den kommerziellen Erfolg der letzten beiden Langspielplatten fort, so erreichte es den ersten Platz in den amerikanischen Charts, den es drei Wochen hielt, das Album notierte 48 Wochen in den Album-Charts. In Großbritannien erreichte das Album Platz 2 und konnte sich 20 Wochen lang unter den Top 10 der Album-Charts halten, in der Bundesrepublik Deutschland landete das Album auf Platz 17. In Großbritannien wurde Can't Keep It In und in den USA Sitting als Single ausgekoppelt. Die Single Sitting erreichte in den US-Charts Platz 16.
Cat Stevens setzte erstmals einen Synthesizer ein; insgesamt wurde der Sound des Albums weniger akustisch als die beiden Vorgängeralben (Tea for the Tillerman und Teaser and the Firecat) produziert. Der Titel Catch Bull at Four bezieht sich auf die „Zehn Stufen der Erleuchtung“ des Zen-Buddhismus, wobei die vierte Stufe „Catch the Bull“ ist. Stevens sah das Album als sein viertes an, da er seine ersten beiden bei Deram Records nicht mitzählte.
Robert Christgau schreibt in seiner Kritik zu dem Album, dass er zunächst von der Metaphorik der Liedtexte beeindruckt gewesen sei, jedoch bei näherem Hinsehen sich Schwächen in den Reimen zeigen würden und zu sehr die sprachlichen Bilder der Lyrik des Elisabethanischen Zeitalters nachgeahmt würden. Abschließend gibt er Stevens einen Rat: „Forget it, Cat.“
Das Album wurde im Jahre 2000 in einer von Ted Jensen remasterten Version wiederveröffentlicht.

## Titelliste
Alle Songs (außer O' Caritas) wurden von Cat Stevens geschrieben.
1. Sitting – 3:14
2. The Boy with a Moon & Star on His Head – 5:57
3. Angelsea – 4:30
4. Silent Sunlight – 3:00
5. Can't Keep It In – 2:59
6. 18th Avenue (Kansas City Nightmare) – 4:21
7. Freezing Steel – 3:40
8. O' Caritas (Andreas Toumazis, Jeremy Taylor, Stevens) – 3:41
9. Sweet Scarlet – 3:49
10. Ruins – 4:24